# Riehen
Riehen (toponimo tedesco) è un comune svizzero di 20 895 abitanti del Canton Basilea Città; ha lo status di città.

## Monumenti e luoghi d'interesse

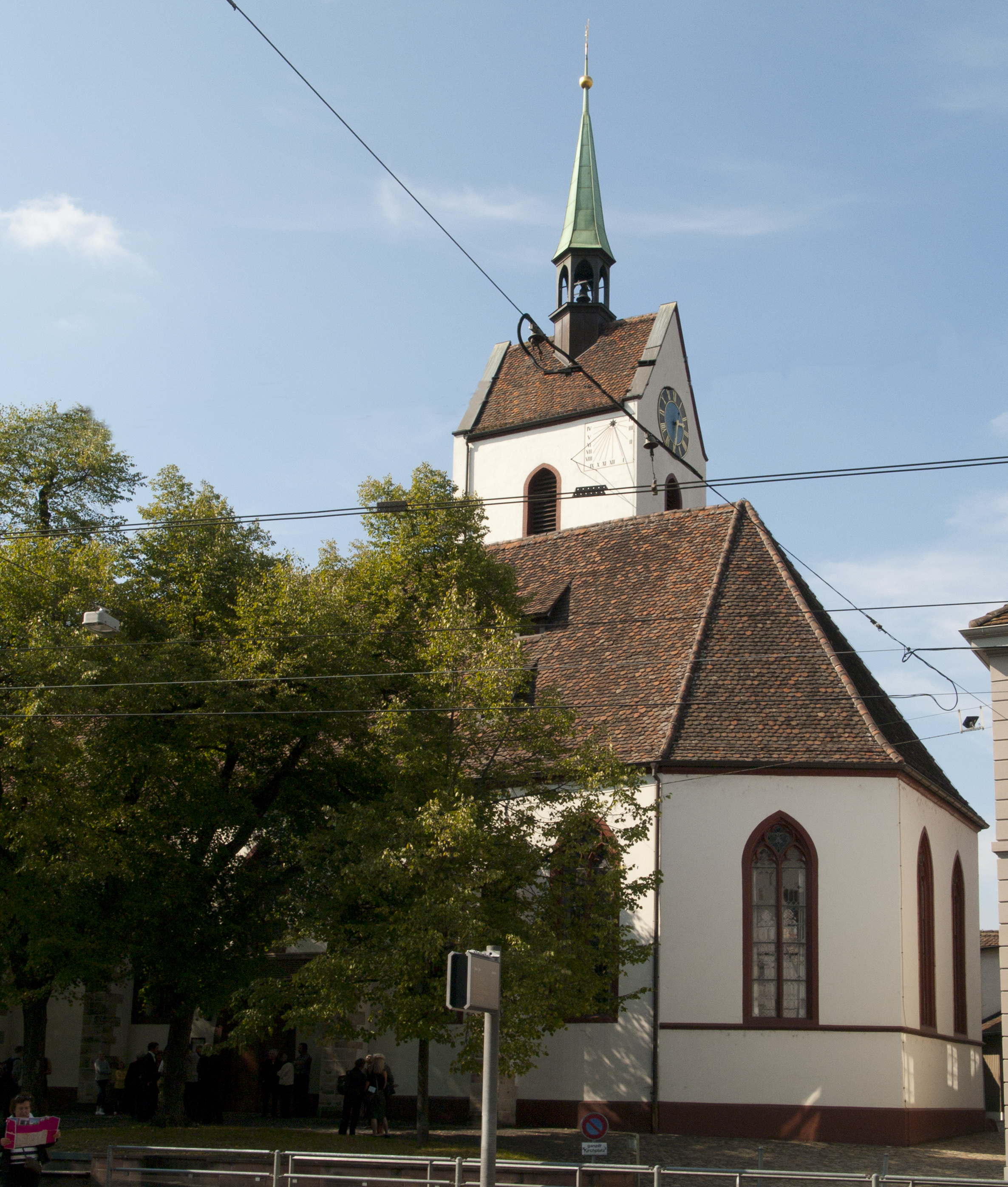
La chiesa riformata

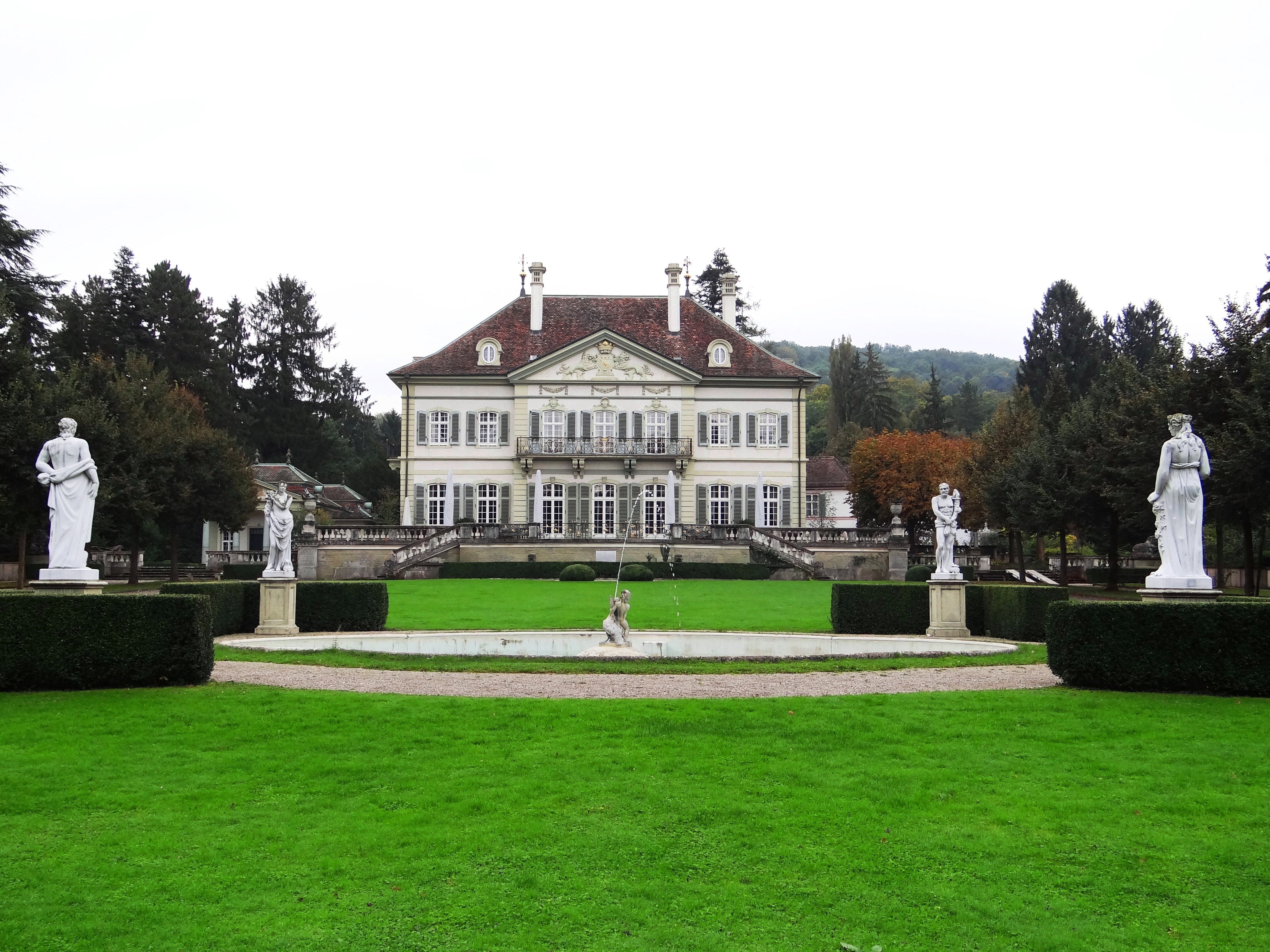
La dimora Wenken

- Chiesa riformata (già di San Martino), attestata dal 1157 e ricostruita nel 1693-1694[1];
- Dimora Wenken.

## Società

### Evoluzione demografica
L'evoluzione demografica è riportata nella seguente tabella:
Abitanti censiti

## Cultura

### Musei

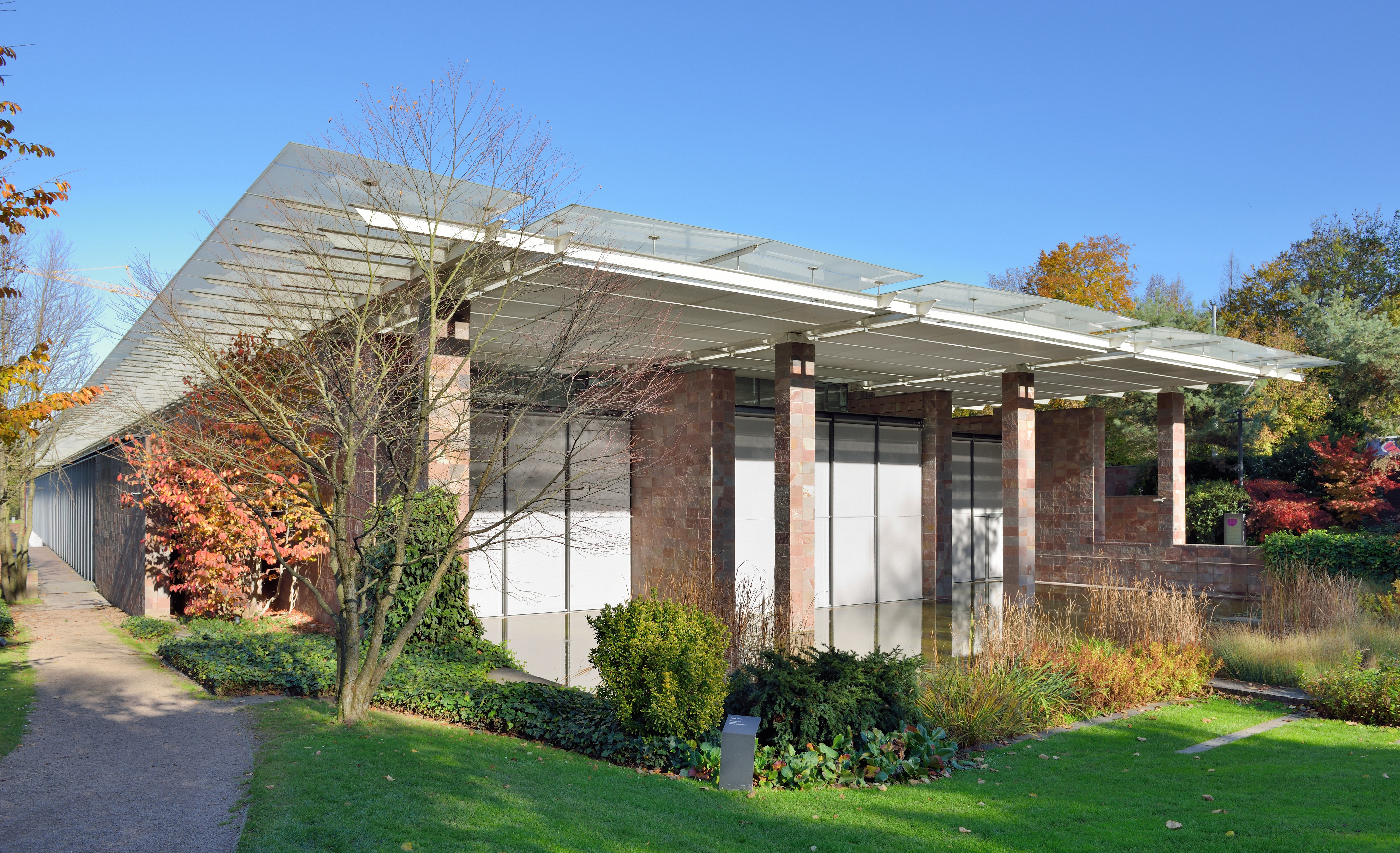
La Fondazione Beyeler

- Fondazione Beyeler, fondata nel 1997[1].

## Infrastrutture e trasporti
Riehen è servita dall'omonima stazione sulla ferrovia Wiesentalbahn (linea S6 della rete celere di Basilea).

## Amministrazione
Ogni famiglia originaria del luogo fa parte del cosiddetto comune patriziale e ha la responsabilità della manutenzione di ogni bene ricadente all'interno dei confini del comune.

### Gemellaggi
- Miercurea Ciuc, dal 1995[3]